# Katarina Areskoug Mascarenhas
Katarina Areskoug Mascarenhas, född 20 september 1965, är en svensk ämbetsman och politiker. 
Areskoug Mascarenhas har tjänstgjort på Utrikesdepartementet, Statsrådsberedningen och vid Sveriges ständiga representation vid Europeiska unionen i Bryssel. Hon var statssekreterare hos statsminister Fredrik Reinfeldt med ansvar för utrikes- och EU-frågor i Statsrådsberedningen från 7 oktober 2010 till regeringen Reinfeldts avgång i oktober 2014. Hon var chef för Europeiska kommissionens representation i Sverige mellan den 1 mars 2015 och den 31 augusti 2020. Areskoug Mascarenhas är sedan 2021 EU-rådgivare på Kreab.